# Sankovo-Medvezje

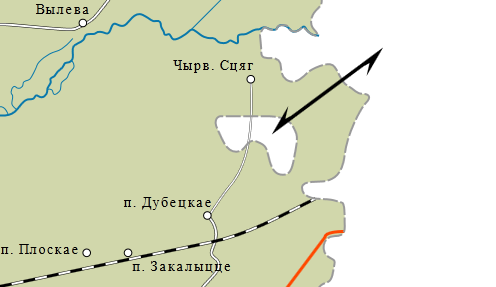
Exklaven Sankovo-Medvezje.

Sankovo-Medvezje (ryska: Саньково-Медвежье; vitryska: Санькова-Мядзвежжа, Sankova-Mjadzvezjzja) är en del av Ryssland, helt omgiven av vitryskt territorium. Området ligger öster om den vitryska staden Gomel. Närmaste samhälle i det ryska huvudterritoriet är byn Dobrodejevka. Området är idag obebott och har en landareal på omkring 4,5 kvadratkilometer. Administrativt sorterar exklaven Sankovo-Medvezje under Brjansk oblast.

## Historia
När gränsen mellan Vitryssland och Ryssland fastställdes 1926 ville byborna i Sankovo och Medvezje tillhöra Ryssland. Önskemålet tillgodosågs på så sätt att byarna fick bilda en rysk enklav inuti Vitryssland.
Invånarna i Sankovo och Medvezje var ryssar som ursprungligen kom från Dobrodejevka. Därifrån hade de först utvandrat till USA. De var ryska bönder och de kom att arbeta i Pennsylvanias kolgruvor. Några återvände före första världskrigets utbrott. För sparade pengar köptes land av den vitryske markägaren Sjvedov. Köparna blev nybyggare i Medvezje dubrava (Björnarnas ekskog) och Sanina poljana (Sanjas skogsglänta). Där bröt man mark, fällde skog, fångade fisk och satte bo. På så sätt uppstod två ryska byar, Sankovo och Medvezje, i vitryskt land. Byarna bestod av tio till femton gårdar vardera.
Sedan ryssarna i Sankovo och Medvezje börjat ta sig hustrur i grannskapet var de helt accepterade och inlemmade bland vitryssarna, och vid gränsdragningen 1926 blev det naturligt att man fick bilda en enklav. Eftersom både Vitryssland och Ryssland på den tiden ingick i Sovjetunionen, hade gränsdragningen ändå ingen större praktisk betydelse.
Under andra världskriget togs många vitryssar emot som flyktingar i enklaven. Så småningom överfölls även Sankovo-Medvezje av Nazityskland, som brände byarna. Byhövdingen Spravtsev och hans hustru arkebuserades. Efter kriget byggdes byarna upp igen och blev relativt välmående.
Byarna i området drabbades svårt av nedfallet efter katastrofen i Tjernobyl 1986 och de avfolkades som följd, enklaven är idag obebodd och besökare möts av skyltar som varnar om radioaktivitet i området.